# 钇铟锰蓝
钇铟锰蓝（英語：YInMn Blue，也叫Oregon Blue或Yin Min Blue）是一种无机蓝色颜料，于2009年由马斯·萨勃拉曼尼亚教授和他当时的研究生安德鲁·E·史密斯（英語：Andrew E. Smith）在俄勒冈州立大学发现。它是200年来第一种被人们发现的无机蓝色颜料，上一种要追溯到1802年发现的钴蓝。这种化合物拥有独特的三角双锥结构，进一步的研究表明它还可以被修饰从而制造绿色、紫色和橙色颜料。

## 发现

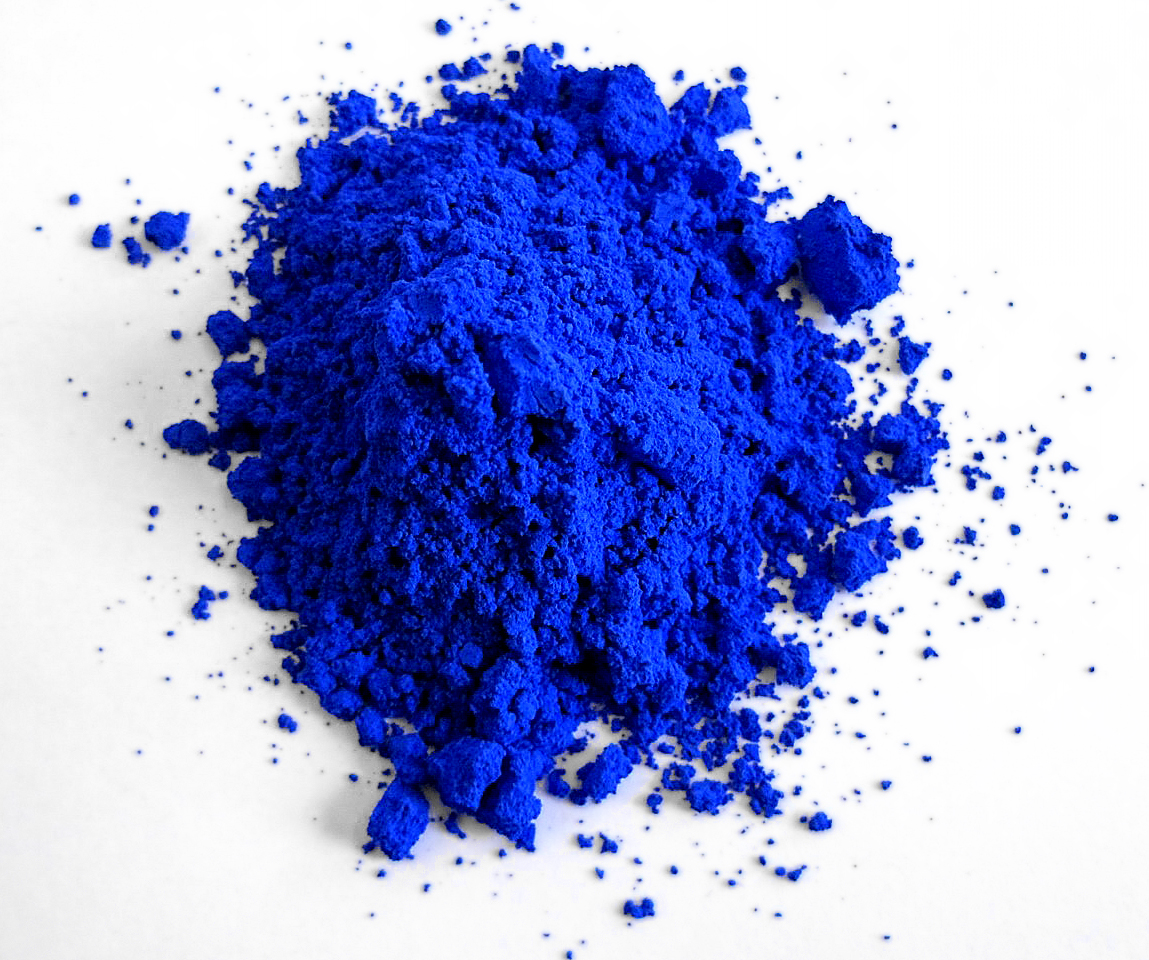
钇铟锰蓝粉末

2008年，萨勃拉曼尼亚接受国家科学基金会（NSF）的委托，寻找一种新颖的材料用于电子应用。在此项目中，他对以氧化锰为原料合成的多铁性材料尤其感兴趣，于是指导自己实验室里的研究生安德鲁·E·史密斯将YInO
3（一种铁电性材料）和YMnO
3（一种反铁磁性材料）在1093 °C下共热，合成一种氧化物固溶体。结果，以此合成的材料并没有显著的多铁性，却有着鲜艳的蓝色。萨勃拉曼尼亚在杜邦的经验让他想到，他刚刚合成的材料或许是一种潜在的蓝色颜料，便为这一发明申请了专利。在萨勃拉曼尼亚发布了这一结果后，薛特颜料公司（英語：Shepherd Color Company）联系了他，并寻求可能的商业合作。
这种颜料拥有鲜艳的、近乎完美的蓝色，而且拥有较高的近红外反射率。在其基础化学式YIn
1−xMn
xO
3上改变钇和铟的比例，可以调节它的颜色，最蓝的YIn
0.8Mn
0.2O
3拥有着与钴蓝（CoAl
2O
4）接近的颜色

## 性质与制备
钇铟锰蓝化学性质稳定，无毒、不褪色。与它的竞品群青和普鲁士蓝相比，它更加耐用，在油和水中都能保持鲜艳的颜色；和会导致钴中毒且属于疑似致癌物质的钴蓝相比，它也更加安全。另外，钇铟锰蓝能很好地反射红外线，因此很适合用作节能冷却涂料。
钇铟锰蓝可通过将钇、铟和锰的氧化物在1200 °C左右共热来制得。

## 商业化与流行文化
在萨勃拉曼尼亚和他的同事发表了他们的研究结果后，便有不少公司开始寻求将这一材料用作商业用途。薛特颜料公司最终赢得了商业化的授权。
2016年6月，澳大利亚公司德利凡（英語：Derivan）发布了他们制造的钇铟锰蓝的简介视频，并随后推出了这种颜料供购买。
2016年7月，超微半导体公司（AMD）宣布，这一颜料因其近红外反射性质而具有良好的能效，将被用于Radeon Pro WX和SSG系列的专业GPS上。
2017年3月，美国美术用品公司绘儿乐透露，他们计划将用一种“受钇铟锰蓝启发”的蓝色取代原先的蒲公英色，但那实际上并不含钇铟锰蓝这种物质。绘儿乐举行了新颜色的命名比赛，希望选出一个更容易发音的名字，最终于2017年9月定下了“Bluetiful”这一名称。新的蜡笔配色自2017年起启用。

## 脚注
1. ↑  更精确的sRGB颜色坐标是(45.82, 79.92, 143.51)，这一坐标来自史密斯等人于2016年得到的化学式为YIn0.8Mn0.2O3的化合物，是此种颜料中最蓝的一种。